# Kotrč kadeřavý
Kotrč kadeřavý (Sparassis crispa) je mohutná jedlá chorošovitá houba keříčkovitého vzhledu, která parazituje převážně na kořenech borovic.

## Popis
Plodnice měří asi 10–20 cm, nezřídka však až 40 cm v průměru nebo ještě více (taková plodnice je i několik kilogramů těžká), je keříčkovitě uspořádaná, kulovitého či podlouhle oválného tvaru; zdálky připomíná hlávku květáku. Plodnice na bázi vyrůstá z hluboce kořenujícího tlustého třeně, který se přímo u země rozvětvuje na mnoho silnějších větví, které se dále opakovaně větví až na malé ploché větévky na povrchu plodnice, které jsou výrazně zkroucené a zvlněné, na okrajích často drobně zoubkaté nebo až roztřepené.
Houba je v mládí světlá a bílá až světle okrová, postupně žloutne až do žlutohnědé barvy, někdy s růžovým či světle rezavým odstínem. Větvičky jsou na okrajích tmavší než bledý vnitřek plodnice, ostří plochých větévek bývá někdy tmavé.
Větévky jsou lámavé a křehké až poněkud chrupavčité; světlá dužnina silnějších vnitřních větví je trochu tužší. Mívá celkem nápadnou oříškovou či kořenitou vůni a chuť.

## Výskyt

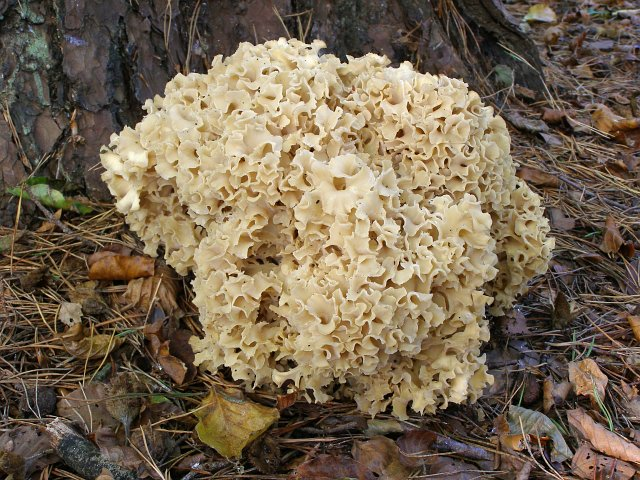
Plodnice kotrče kadeřavého u paty kmene borovice

Kotrč kadeřavý lze nalézt od července až do října, nijak hojně.
Roste nejčastěji u paty kmene borovice, případně na borovicovém kořenu zanořeném v zemi či vystouplém na povrch, na pařezu či trouchnivém padlém kmeni borovice nebo i na složeném borovém dřevě.
Vzácně se vyskytuje i na živém či mrtvém dřevě jiných jehličnatých stromů, například modřínů či smrků.
Houba na živém dřevě jehličnanů parazituje a způsobuje jeho „hnilobu“, mrtvé pařezy atd. pak rozkládá a vyživuje se saprofyticky.

## Využití
Kotrč je jedlá houba, považovaná za velice chutnou, proto bývá dost často sbírán houbaři. Kromě příjemné chuti je jeho výhodou i snadná zapamatovatelnost druhu a praktická nemožnost záměny za jedovatou houbu a také zpravidla značná velikost. Rozhodně je však radno vyhnout se sběru starších plodnic.
Houbu je nutno důkladně očistit, nejlépe vymýt ve vodě, neboť mezi jednotlivými větévkami obvykle ulpívá jehličí a zemina může mezi ně zalézat hmyz. Z kotrče bývá připravována nepravá dršťková polévka, guláš, hodí se k nakládání do octa i k mnohému jinému využití. Kotrč kadeřavý je v ČR podle platné vyhlášky zařazen do seznamu hub určených pro prodej.

## Podobné druhy
Zbylé dva druhy kotrčů, které se v ČR vyskytují, jsou velice vzácné a jsou si vzájemně podobné. Oba druhy mají větvičky tlustší, široké a na okrajích spíše rovné, nikoliv zkroucené a střapaté. Mají bledě žlutobílou barvu. Dále se liší svou ekologií:
- Kotrč Němcův (Sparassis nemecii) roste především pod jedlemi,
- Kotrč štěrbákový (Sparassis laminosa) roste pod buky a duby.

Oba výše zmíněné druhy jsou jedlé, avšak ohrožené a proto zasluhují ochrany.